# Катовицкий партийный форум
Катовицкий партийный форум (пол. Katowickie Forum Partyjne) — польская ортодоксально-коммунистическая группа в Катовицкой воеводской организации ПОРП весной—осенью 1981. Выступал с позиций догматического марксизма-ленинизма и сталинизма, за всемерное усиление власти ПОРП, жёсткое подавление Солидарности, советское военное вмешательство в ПНР. Ориентировался на деятелей «партийного бетона» в руководстве ПОРП. Использовался воеводским первым секретарём Анджеем Жабиньским во внутрипартийных конфликтах. Критиковал Станислава Каню и Войцеха Ярузельского за «нерешительность» и «оппортунизм». Прекратил деятельность перед введением военного положения. Руководители — Всеволод Волчев, Герард Габрысь.

## Контекст
Летом 1980 Польшу охватили массовые забастовки. Руководство ПОРП и правительство ПНР не решились применить насилие и вынуждены были пойти на диалог с Межзаводскими забастовочными комитетами. Были заключены Августовские соглашения, легализовавшие независимый профсоюз Солидарность. Уже через несколько месяцев в «Солидарности» состояли почти 10 миллионов поляков.
Рабочие получили право на самоорганизацию и забастовку. Значительно расширились свободы слова, печати, собраний. В больших масштабах произошла замена руководящих кадров. Первого секретаря ЦК ПОРП Эдварда Герека в сентябре 1980 сменил Станислав Каня; премьер-министром ПНР в феврале 1981 стал генерал Войцех Ярузельский. Все институты власти оставались за номенклатурой ПОРП, но мощное движение «Солидарности» явочным порядком меняло соотношение общественных сил. Между независимым профсоюзом и партийно-государственным аппаратом происходили постоянные столкновения, нарастала общенациональная конфронтация.
Уже с осени 1980 активизировалось ортодоксальное крыло ПОРП — т. н. «партийный бетон». Во главе стояли члены Политбюро Мирослав Милевский, Стефан Ольшовский, Станислав Кочёлек, Тадеуш Грабский, Альбин Сивак, Анджей Жабиньский. Был возвращён в партийное руководство ветеран карательного аппарата Мечислав Мочар. В ПОРП консолидировались силы, категорически отвергавшие какие-либо перемены — прежде всего функционеры среднего звена номенклатуры и в особенности идеологического аппарата. Для этих социальных групп перемены не оставляли никаких перспектив. Они выступали с позиций ортодоксального коммунизма, фактически за возврат к сталинистской идеологии и практике 1944—1956.
Активная и агрессивная группа «бетона» образовалась в Катовицкой воеводской организации ПОРП. Её лидеры претендовали на всепольский руководящий статус. Тому способствовало несколько факторов. Длительное время Катовицкое воеводство находилось в привилегированном положении при секретарстве Эдварда Герека и Здзислава Грудзеня. Это сформировало особый менталитет регионального партаппарата. В 1980—1981 к «партийному бетону» принадлежало практически всё региональное руководство Катовице — первый секретарь Анджей Жабиньский, секретарь по идеологии Хуберт Галечка, секретарь по оргвопросам Люциан Гайда, секретарь по силовым структурам Зыгмунт Ужейский, воевода Катовице Генрик Лихось, воеводский комендант милиции Ежи Груба, начальник управления Службы госбезопасности Зыгмунт Барановский.
Катовицкий (металлургический) профцентр «Солидарности» отличался высокой активностью и радикализмом, его председателем был непримиримый антикоммунист Анджей Розплоховский — что усиливало конфронтацию. В то же время председателем Силезско-Домбровского (шахтёрского) профцентра «Солидарности» несколько месяцев был Ярослав Сенкевич — член ПОРП, склонный к компромиссу с номенклатурой и находившийся под влиянием Жабиньского. Но в январе 1981 Сенкевич был отстранён от председательства. Его сменил единомышленник Розплоховского Стефан Палка. Шахтёры сделались активной силой профсоюзного протеста.
В марте 1981 Быдгощский кризис поставил страну на грань силового столкновения и обернулся всепольской забастовкой. В Катовицком воеводстве бастовали сотни тысяч, включая десятки тысяч членов ПОРП. Эти события ускорили консолидацию партийных ортодоксов. При этом Жабиньский и его группировка нуждались в своего рода прикрытии — политической группе, которая разделяла бы позицию воеводского комитета, но формально была бы с ним напрямую не связана и не так скована субординацией.

## Создание
Ещё 11 декабря 1980 Жабиньский встретился с преподавателем философии и политологии Силезского научного института Всеволодом Волчевым и его единомышленниками. Историк и обществовед Волчев (сын болгарского коммуниста, расстрелянного в СССР при Большом терроре) неформально возглавлял ортодоксально-сталинистскую группу, действовавшую под названием Клуб Болеслава Берута. Результатом встречи стал публичный призыв к партийным активистам — «вести бескомпромиссную борьбу против врагов социализма». Эта дата считается началом деятельности Катовицкого партийного форума (KFP).
Официальное учреждение KFP состоялось значительно позднее — на собрании 15 мая 1981. Формальной задачей была названа подготовка платформы к IX чрезвычайному съезду ПОРП. В группу вошли около ста человек — в основном идеологические функционеры (марксистско-ленинские обществоведы и преподаватели, партийные журналисты и лекторы), чиновники среднего и нижнего уровня. Для публичного демонстрирования выдвигались аффилированные с партаппаратом представители рабочей аристократии (преимущественно шахтёры-«ударники»).
Был сформирован руководящий орган — Программный совет. Председателем стал шахтёр Герард Габрысь, незадолго до того кооптированный в Политбюро. Его заместителями — Всеволод Волчев и чиновник городского уровня Гжегож Кмита. Секретарём совета был избран партийный журналист Стефан Овчаж. Главным идеологом, оратором и публичным лицом KFP являлся Волчев.
Руководители воеводского комитета ПОРП формально в KFP не вступили. Однако прямое покровительство Жабиньского практически не скрывалось. Жабиньский приобрёл репутацию «крёстного отца» KFP. Считалось самоочевидным, что «неформальная» группа озвучивает его политические установки. Со своей стороны воеводский комитет предоставил инфраструктурное обеспечение — типографии для издания бюллетеня «О социализме», средства связи и транспорта. При этом попытка создать низовые ячейки KFP на уровне первичных парторганизаций Силезии потерпела полную неудачу — низовое звено ПОРП на промышленных предприятиях отвергало идеологическую ортодоксию и нередко склонялось к сотрудничеству с «Солидарностью».

## Выступления
В документах KFP говорилось об «угрозе завоеваниям социализма», о «перерождении ПОРП в ревизионистскую, социал-демократическую и буржуазно-либеральную партию». Высказывался призыв к «консолидации здоровых сил партии» и жёстким мерам защиты ПОРП и существующего строя. Непримиримая враждебность высказывалась против «Солидарности» и к реформаторским «горизонтальным структурам». Существенно, что бороться с «антисоциалистическими силами» KFP требовал с позиций «идеологической однозначности».
Признавался справедливый характер выступлений рабочего класса в августе 1980 года, но утверждалось, что законный протест рабочих оседлали антисоциалистические элементы и оппозиционные организации (по смыслу имелся в виду прежде всего КОС-КОР). Негативная оценка давалась герековской политике 1970-х годов — «потворствовавшей антисоциалистическим силам» и «поставившей в зависимость от Запада». Резко критиковались партийно-государственные руководители — Станислав Каня, Войцех Ярузельский, Казимеж Барциковский и в особенности Мечислав Раковский. Особенно яростным нападкам подвергались деятели «горизонтальных структур», их идеологи и партийные покровители — Стефан Братковский, Тадеуш Фишбах, Эдвард Скшипчак, Юзеф Класа, Кристин Домброва, Хиероним Кубяк, Мацей Шумовский.
Возникала парадоксальная ситуация: группа, требовавшая положить конец либерализации пользовалась либерализацией для высказывания своих идей, противоречащих позиции высших руководителей. Выражалась поддержка деятелям «бетона» — Ольшовскому, Грабскому, Кочёлеку, Сиваку.
На собрании 27 мая были приняты четыре предсъездовских резолюции, заложившие программную основу KFP: «О положении партии», «О сущности контрреволюции», «Об интернационалистской роли ПОРП», «О средствах массовой информации». Первый документ предостерегал от «ревизионистского переворота» и осуждал «пассивную и соглашательскую позицию» партийного руководства. Второй с тревогой отмечал, что «Солидарность» «уже претендует на функции общественной безопасности и замены конституционной власти». Третий называл «долгом ПОРП» учёт международного значения происходящих в Польше событий. Четвёртый требовал ужесточения партийного контроля над прессой, недопущения «антисоциалистической деятельности, нападок на партийный аппарат и Службу безопасности». На следующем заседании KFP принял обращение в форме «10 вопросов Политбюро», главный из которых формулировался таким образом: «Видят ли распад партии после августа 1980 года и угрозу утраты партией марксистско-ленинского характера?»

Истоком для группы Волчева и стоявших за ней руководителей являлся страх перед тем, что может прийти и снести привычную картину мира.

Мечислав Раковский

KFP был группой немногочисленной и не располагавшей прямыми рычагами власти. Майские выступления почти не были замечены в стране — общественное внимание было поглощено покушением на Папу Римского Иоанна Павла II и кончиной примаса Польши кардинала Стефана Вышинского. Однако в контексте внутрипартийного противоборства он играл заметную роль. Лидеры «бетона» всерьёз обсуждали вопрос об отстранении Кани и Ярузельского, разрыве Авугстовских соглашений, силовом подавлении «Солидарности». Отдельным политическим фактором являлись персональные амбиции Анджея Жабиньского. Выступления KFP он использовал как инструмент политического давления в своём продвижении к вершине партийной власти. В качестве «бетонных» кандидатов на пост первого секретаря ЦК рассматривались Ольшовский, Грабский, Кочёлек и Жабиньский (катовицкий секретарь был самым молодым из четверых).
Проводились совещания высокопоставленной номенклатуры, на которых обсуждался такой вариант. Была установлена связь с влиятельными кругами КПСС, КПЧ, СЕПГ. Жабиньский побывал в составе делегации ПОРП на XXVI съезде КПСС и провёл конфиденциальные переговоры в Министерстве обороны и КГБ СССР. Делался откровенный расчёт на интервенцию в Польшу со стороны СССР, ЧССР и ГДР — по типу «братской помощи» Чехословакии 1968 (полиграфическая база KFP располагалась в чехословацкой Остраве, под эгидой близкого Жабиньскому секретаря регионального комитета КПЧ Мирослава Мамулы). Публичное же наступление велось по линии KFP. 5 июня 1981 материал о KFP и его программных документах распространил ТАСС.
В других регионах Польши делались попытки создать подобные структуры. Наибольший успех в этом плане был достигнут в Варшаве, Познани, Щецине, Быдгоще (Щецинский и Быдгощский профцентры «Солидарности» во главе с Марианом Юрчиком и Яном Рулевским по степени радикализма были близки к Катовицкому).
KFP сыграл серьёзную политическую роль как центр идеологической консолидации ортодоксального крыла ПОРП. В других аспектах эта структура выполняла роль пугающего жупела и политического шантажа. Агрессивность KFP являлась методом давления на Каню и Ярузельского со стороны «бетона» и Москвы. С другой стороны, она использовалась как довод «умеренной» номенклатуры в переговорах с «Солидарностью» — в том плане, что подрыв позиций Кани, Ярузельского, Раковского грозит приходом к власти сталинистских сил.
В июне 1981 года казалась реальной перспектива «бетонного бунта» на IX съезде и выдвижения Анджея Жабиньского на первый пост партии. Тому способствовало недовольство руководством Кани, официально выраженное со стороны КПСС, СЕПГ и КПЧ. Жабиньский и Грабский посетили советское посольство, провели переговоры с чехословацкими и восточногерманскими представителями. Был предложен конкретный план ввода в Польшу советских войск через Катовицкое воеводство. Давались крайне негативные оценки Кане и Ярузельскому (относительно второго — вплоть до «иезуитской семейной традиции»). Подготовлена пропагандистская кампания против обоих, причём вести её частично предполагалось от имени «Солидарности». Важная роль в политическом наступлении отводилась KFP.

## Отпор
Выступления KFP встретили резкий отпор Катовицкого профцентра «Солидарности». 21 июня в профсоюзном бюллетене появилась статья, написанная в жёстком стиле Анджея Розплоховского:

Эти отбросы, квазимафия во главе с платным клакёром Волчевым, пользуясь поддержкой некоторых партийных руководителей, стремятся сорвать социалистическое обновление и залить страну кровью. Сталинист Волчев и его прислужники, с их грязными помыслами грабителей, хотели бы убивать «контрреволюционеров», «ревизионистов», «правых оппортунистов» и «буржуазных либералов». Именно они — настоящие враги Польской Народной Республики.

Розплоховский считал даже, что в некоторой степени деятельность KFP является объективно полезной — она разоблачает истинное лицо партийных догматиков и консерваторов, чётко характеризует курс Жабиньского и этим способствует «окончательному свержению консервативной власти в Силезии». «Паразитами, которых надо истреблять» называл номенклатуру ПОРП другой лидер Катовицкой «Солидарности» Збигнев Куписевич.
Несколько крупных первичных организаций ПОРП приняли резолюции осуждения KFP. К ним присоединились делегаты, избранные на IX съезд. Они охарактеризовали деятелей KFP как «сталинистских политиканов из чёрных 1950-х годов» (имелись в виду политические репрессии времён Берута и Бермана), «изолированную в обществе группировку, пытающаяся атаковать процесс демократизации». Некоторые заводские первички прямо обвинили Жабиньского в покровительстве KFP, воеводские делегаты потребовали категорического отмежевания. Выступления в поддержку KFP на предприятиях случались, но гораздо реже и с применением административного ресурса Жабиньского.
Дважды в начале июня с установочными статьями выступал печатный орган ЦК ПОРП Trybuna Ludu. KFP характеризовался как «ортодоксальные сектанты на периферии предсъездовской дискуссии». Одновременно подвергались критике «ревизионисты», выступавшие за кардинальное реформирование ПОРП в социал-демократическом ключе. Заявление с критикой KFP распространил Ежи Урбан — в скором будущем пресс-секретарь правительства ПНР. Он сказал о недопустимости использования «некого „чистого марксизма-ленинизма“ против партии и ЦК». Резко выступили против догматиков Мечислав Раковский, Казимеж Барциковский и сам Станислав Каня (Войцех Ярузельский не посчитал нужным высказываться по такому поводу). Неожиданно для KFP Анджей Жабиньский не только не стал защищать, но публично повторил тезисы критиков. Он также добавил, что «члены форума превысили свою компетенцию».
В Программном совете началась паника. Герард Габрысь поторопился заявить, что полностью разделяет позицию Политбюро и никогда не соглашался возглавлять KFP. Волчев и его сторонники предъявили письменное согласие Габрыся. Возник внутренний скандал. Тональность выступлений сделалась гораздо умереннее. 9 июня KFP направил в ЦК письмо с просьбой «разобраться». Тогда и проявился замысел Жабиньского. Несколькими днями ранее, 5 июня, он выступил на пленуме ЦК с защитительной речью. Слегка пожурив догматизм, Жабиньский подчеркнул опасность ревизионизма и резко критиковал руководство Кани. Ободрённый KFP направил в Центральную комиссию партийного контроля запрос о соответствии своей программы общепартийной — и получил полную поддержку комиссии. При этом следует отметить, что председателем ЦКПК являлся видный представитель «бетона» Владислав Кручек.

## Атака
Перед открытием IX чрезвычайного съезда ПОРП в Катовице была демонстрация сил «бетона». KFP организовал конференцию и митинг с участием Познанского форума коммунистов, Движения щецинских коммунистов, Варшавы 80, других региональных группировок. Участники конференции направили открытое письмо делегатам съезда с призывом отстоять марксистско-ленинский характер ПОРП. 9 июля KFP выпустил широко распространённое заявление. Этот документ вновь был выдержан в самом жёстком духе: требования идейно-политического единства ПОРП, подавление ревизионистских и социал-демократических начал, борьба против «идеологического разоружения». Впервые KFP открыто поставил вопрос о замене лидеров партии — которые обвинялись не только в бездействии после Августа-1980, но и в политике, приведшей к социальному взрыву и возникновению «Солидарности». Прямо фамилии не назывались, но Каня, Ярузельский и Барциковский элементарно вычислялись в характеристике «тех, кто остался из прежнего руководства».
KFP продемонстрировал серьёзный политический потенциал. Эти действия оказали заметное влияние на ход и решения IX чрезвычайного съезда ПОРП (14—20 июля 1981). Как организация Форум потерпел поражение: Каня осудил «догматизм и консерватизм, угрожающие стабильности». Анджей Жабиньский, как и Герард Габрысь, были выведены из Политбюро и ЦК (поражение при выборах ЦК потерпели и такие деятели «бетона», как Кочёлек, Грабский, Мочар). Вместо них от катовицкой парторганизации кооптированы экономист Збигнев Месснер и шахтёр Ежи Романик — оба сторонники Ярузельского, осуждавшие KFP. Укрепились позиции генерала Ярузельского и его сторонников — в противовес «бетону».
Но политически съезд воспринял важные установки KFP. Обозначился рубеж ужесточения политики правящего режима. Консервативная номенклатура, советское руководство и Варшавский договор сделали ставку на генерала Ярузельского. Началась подготовка к установлению военного режима. В аппаратной борьбе победили «умеренные оппортунисты», но они в значительной степени сдвигались на «бетонные» позиции. При этом в распоряжении Ярузельского имелись неизмеримо большие ресурсы для проведения жёсткого курса.
Через несколько дней KFP официально заявил о полном доверии партийному руководству (особенно выделялась при этом фигура Альбина Сивака). В заявлении подчёркивалась необходимость идеологического единства на основе позиции ЦК. Остриё пропаганды было перенаправлено с партийных «оппортунистов» на «Солидарность». После уличных демонстраций и забастовок августа 1981 KFP распространил заявление об опасности захвата власти «контрреволюционными силами» и призывал к «принятию партией окончательного решения».

## Отступление
Ярузельский и его сторонники в Политбюро по-прежнему настороженно относились к сталинистскому радикализму KFP. Казимеж Барциковский жёстко раскритиковал KFP на пленуме ЦК нового состава и потребовал дисциплинарных мер в соответствии с уставом ПОРП. Вице-премьер Мечислав Раковский зашёл ещё дальше — он охарактеризовал KFP как враждебное явление, порождённое иностранным вмешательством, и сказал, что Волчев «опирается на Прагу и Хонеккера». Профсоюзная печать в негативном контексте напоминала о встречах Волчева с официальными представителями ГДР. Воеводское управление Катовице распорядилось приостановить деятельность KFP.
Сигнал был понят и принят. 29 сентября 1981 KFP объявил о преобразовании в Катовицкий марксистско-ленинский семинар (KSML) при Воеводском центре идеологического просвещения. Руководителем KSML оставался Всеволод Волчев. Семинар в полной мере сохранил идеологический догматизм и агрессивность, свойственные форуму. Между KSML и заводскими парткомами на этой почве случались серьёзные конфликты. На металлургическом комбинате Хута Катовице дошло до физического столкновения. Активисты бывшего KFP подозревались в распылении отравляющих веществ на шахте «Сосновец», где действовала активная организация «Солидарности» во главе с Войцехом Фигелем. Десятки людей попали в больницы.
Но на выработку самостоятельной политической линии Волчев и его сподвижники больше не претендовали. Хотя ещё в ноябре 1981 военная разведка информировала партийное руководство об их негативных высказываниях в адрес Войцеха Ярузельского — к тому времени главы партии и правительства.

## Завершение
Деятели KFP приветствовали введение военного положения 13 декабря 1981. Многие из них стали региональными функционерами военного режима — в основном в комиссиях по чистке партийных рядов. Выше других продвинулся Стефан Овчаж: в 1982—1986 он был заместителем заведующих идеологического и организационно-политического отделов Катовицкого воеводского комитета ПОРП — причём уже не при Жабиньском, а при Месснере, однозначном стороннике Ярузельского. На кадровой базе KFP в Катовице сформировалась активная структура «бетонной» Ассоциации «Реальность» Рышарда Гонтажа, временно взявшая под контроль систему партийно-идеологической подготовки.
Конфронтация в Катовицком воеводстве отличалась особой остротой и жёсткостью. Именно здесь произошло самое крупное кровопролитие военного положения — в столкновении с ЗОМО на шахте «Вуек» погибли девять человек. Десять дней продолжалась оккупационная забастовка металлургов Хута Катовице. Двухнедельная подземная забастовка на шахте «Пяст» стала самой продолжительной в истории послевоенной угледобычи.
Ярузельский и его окружение отнюдь не были заинтересованы в жёстком силовом сценарии, беспорядках и кровопролитии. Политика катовицких властей представлялась бездумной и опасной. Центральные власти начали менять руководящие кадры региона. Генерал Роман Пашковский, 16 декабря назначенный Катовицким воеводой вместо отставленного Лихося, называл своей задачей «усмирение партийных ястребов во главе с Жабиньским». В начале января пост воеводского первого секретаря занял Месснер; Жабиньский отставлен, удалён из Катовице и переведён на малозначимые должности. Деятельность KFP и подобных ему групп была быстро и решительно свёрнута.
Деятели KFP не пользовались никаким влиянием в массах и не могли ничего противопоставить новой забастовочной волне 1988, Круглому столу и смене общественного строя Польши на рубеже 1980—1990-х. Герард Габрысь даже участвовал в Круглом столе со стороны правительства. Всеволод Волчев возглавлял Ассоциацию польских марксистов, выступал с теоретическими изысканиями, не имевшими никакого политического отклика, умер в 1993. Стефан Овчаж в Третьей Речи Посполитой стал независимым журналистом, исследователем истории ПОРП начала 1980-х.
В современной Польше KFP рассматривается как группировка догматиков, игравшая сугубо негативную политическую роль.